# Markus Solbach
Markus Solbach (* 26. August 1991 in Dormagen) ist ein deutscher Baseballspieler. Der rechtshändige Pitcher ist unter anderem für die deutsche Baseballnationalmannschaft aktiv. Aktuell spielt er für die Bonn Capitals in der Deutschen Baseball Liga.

## Karriere
Solbachs Baseball-Karriere startete bei den Pulheim Gophers, wo er bis 2011 als Pitcher spielte, bevor er einen Profivertrag bei den Minnesota Twins unterschrieb. Von 2011 bis 2016 war Solbach für die Minnesota Twins und die Arizona Diamondbacks in den Minor Leagues aktiv. Solbach spielte mehrere Saisons in der Australian Baseball League: in der Saison 2011/12 spielte er für die Melbourne Aces, in der Saison 2013/14 für die Sydney Blue Sox. Nach einer Zeit bei den Bonn Capitals spielte er in der ABL-Saison 2018/19 für Adelaide Bite. Am 3. Januar 2019 unterschrieb Solbach einen Profivertrag bei den Los Angeles Dodgers. 2024 kehrte Solbach nach Bonn zurück.
Markus Solbach ist aktiver Spieler im Kader der deutsche Baseballnationalmannschaft. Er spielte unter anderem beim Super 6 2018 für das Nationalteam.
In der Baseball-Bundesligasaison 2018 führte er sein Stammteam, die Bonn Capitals, als bester Pitcher zu ihrer ersten Deutschen Meisterschaft. Nach einer erneuten Zeit in US-Ligen kehrte Solbach nach Bonn zurück und gewann mit der Mannschaft die Meisterschaft 2024. Solbach wurde dabei zum MVP (wertvollster Spieler) sowohl der Bundesliga-Nordstaffel als auch der Finalserie geehrt. Als Pitcher warf er in allen drei gewonnenen Finalspielen der Capitals.